# Elephantomyia (Elephantomyia) ceratocheiloides
Elephantomyia (Elephantomyia) ceratocheiloides is een tweevleugelige uit de familie steltmuggen (Limoniidae). De soort komt voor in het Afrotropisch gebied.